# Aktinidia

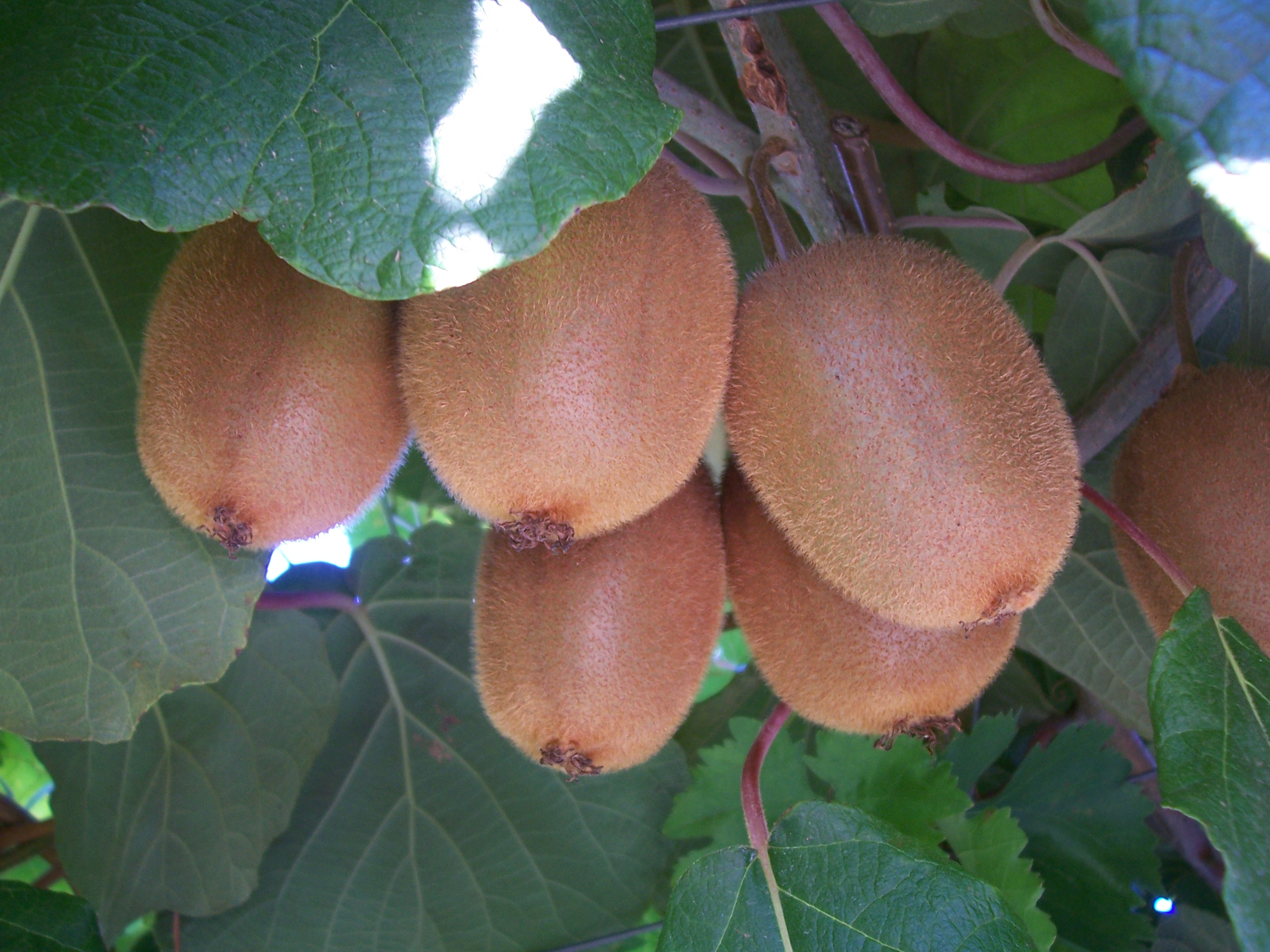
Owoce aktinidii chińskiej

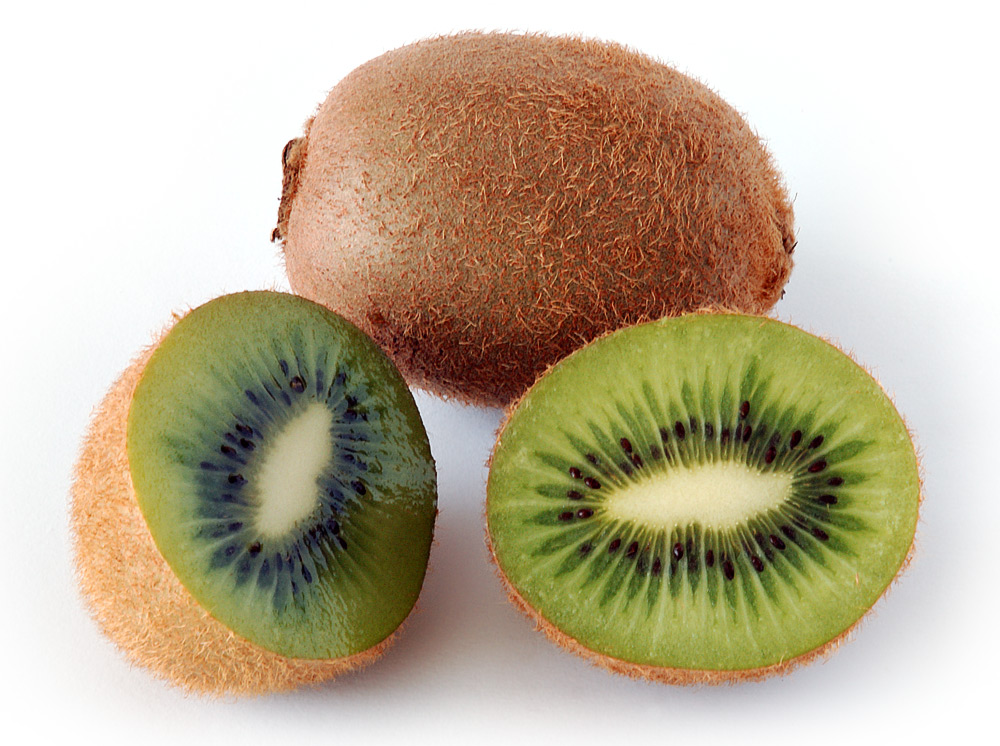
Owoce aktinidii chińskiej

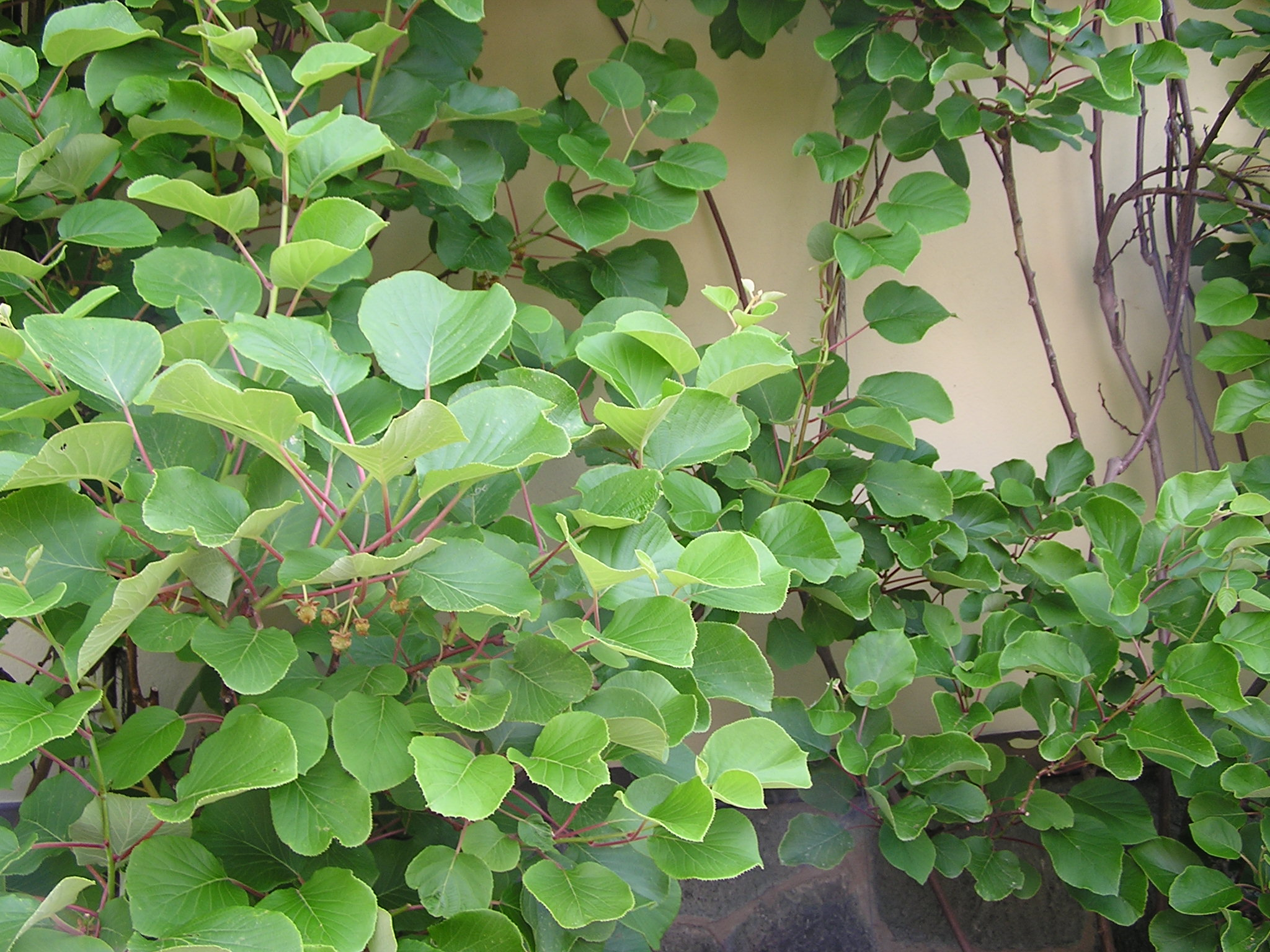
Pędy aktinidii chińskiej

Aktinidia (Actinidia Lindl.) – rodzaj pnączy z rodziny aktinidiowatych. Obejmuje ok. 55, 60 lub 75 gatunków. Występują w Azji wschodniej i południowej, od Japonii po Indonezję, z największym zróżnicowaniem w Chinach (44 gatunki są endemitami tego kraju). Rosną zwykle w lasach i zaroślach.
Jadalne owoce (jagody) aktinidii smakowitej i aktinidii chińskiej oraz ich mieszańców znane są pod nazwą kiwi. Inne gatunki częściej uprawiane to aktinidia ostrolistna i pstrolistna. Rośliny te uprawiane są także jako ozdobne, zwłaszcza odmiany o różnobarwnych liściach.

## Morfologia
PokrójOwijające się wokół podpór drewniejące pnącza o sezonowym ulistnieniu, osiągające do ponad 20 m długości. Mają pędy o długich międzywęźlach, nagie lub owłosione, z długimi, równowąskimi przetchlinkami. Pąki zimowe drobne.
LiściePojedyncze, zwykle długoogonkowe, z drobnymi lub nieobecnymi przylistkami. Blaszka naga lub owłosiona, cienka lub skórzasta, zwykle piłkowana lub ząbkowana, rzadziej całobrzega.
KwiatyZwykle obupłciowe, ale czasem jednopłciowe i wówczas zwykle rośliny dwupienne. Kwiaty pojedyncze lub zebrane po kilka lub wiele w kwiatostany wierzchotkowe wyrastające w kątach liści, często baldachokształtne. Działki kielicha zwykle w liczbie 5, trwałe lub nie. Płatki korony zwykle także w liczbie 5, białe, różowe, czerwone, żółte lub zielone. Pręciki liczne, w kwiatach żeńskich na skróconych nitkach i z płonnymi pylnikami. Zalążnia jajowata lub walcowata, naga lub owłosiona, wilokomorowa, z licznymi zalążkami w komorach. Szyjek słupków jest tyle ile komór – od 15 do 30. Zwykle są one odgięte i trwałe. W kwiatach męskich zalążnia jest szczątkowa.
OwoceMięsiste, owalne lub kulistawe jagody z licznymi nasionami tkwiącymi w miąższu.

## Systematyka
Synonimy
Heptaca  Lour., Kalomikta Regel, Trochostigma Siebold & Zucc.
Pozycja systematyczna według APweb (aktualizowany system APG IV z 2016)
Należy do rodziny aktinidiowatych Actinidiaceae, która wraz z siostrzaną rodziną Roridulaceae należą do rzędu wrzosowców wchodzącego w skład grupy astrowych (asterids) w obrębie dwuliściennych właściwych (eudicots).
Pozycja w systemie Reveala (1993-1999)
Gromada okrytonasienne (Magnoliophyta Cronquist), podgromada Magnoliophytina Frohne & U. Jensen ex Reveal, klasa Rosopsida Batsch, podklasa ukęślowe (Dilleniidae Takht. ex Reveal & Tahkt.), nadrząd Ericanae Takht., rząd aktinidiowce (Actinidiales Takht. ex Reveal), rodzina aktinidiowate (Actinidiaceae Hutch.), podrodzina Actinidioideae  Gilg in Engl. & Prantl, plemię Actinidieae Gilg in Engl. & Prantl., rodzaj aktinidia (Actinidia Lindl.).
Wykaz gatunków
- Actinidia acuminata Budisch. ex Trautv.
- Actinidia arguta (Siebold & Zucc.) Planch. ex Miq. – aktinidia ostrolistna
- Actinidia arisanensis Hayata
- Actinidia asymmetrica F.Chun
- Actinidia callosa Lindl.
- Actinidia carnosifolia C.Y.Wu
- Actinidia changii P.S.Hsu
- Actinidia chengkouensis C.Y.Chang
- Actinidia chinensis Planch. – aktinidia chińska
- Actinidia chrysantha C.F.Liang
- Actinidia cylindrica C.F.Liang
- Actinidia deliciosa (A.Chev.) C.F.Liang & A.R.Ferguson – aktinidia smakowita
- Actinidia eriantha Benth.
- Actinidia fanjingshanensis  S.D.Shi & Q.B.Wang
- Actinidia farinosa C.F.Liang
- Actinidia fasciculoides C.F.Liang
- Actinidia fortunatii Finet & Gagnep.
- Actinidia fulvicoma Hance
- Actinidia glabra H.L.Li
- Actinidia glaucocallosa C.Y.Wu
- Actinidia globosa C.F.Liang
- Actinidia gracilis C.F.Liang
- Actinidia grandiflora C.F.Liang
- Actinidia hemsleyana Dunn
- Actinidia henanensis C.F.Liang
- Actinidia henryi Dunn
- Actinidia holotricha Finet & Gagnep.
- Actinidia hubeiensis H.M.Sun & R.H.Huang
- Actinidia hypoglauca C.Pei & Y.W.Law
- Actinidia indochinensis Merr.
- Actinidia jiankouensis S.D.Shi & Z.S.Zhang
- Actinidia jijiangensis C.F.Liang & Y.X.Lu
- Actinidia kolomikta (Rupr. & Maxim.) Maxim. – aktinidia pstrolistna
- Actinidia kungshanensis C.Y.Wu & S.K.Chen
- Actinidia laevissima C.F.Liang
- Actinidia lanceolata Dunn
- Actinidia latifolia (Gardner & Champ.) Merr.
- Actinidia leptophylla C.Y.Wu
- Actinidia liangguangensis C.F.Liang
- Actinidia lijiangensis C.F.Liang & Y.X.Lu
- Actinidia linguiensis R.G.Li & X.G.Wang
- Actinidia longicarpa R.G.Li & M.Y.Liang
- Actinidia macrosperma C.F.Liang
- Actinidia maloides H.L.Li
- Actinidia melanandra Franch.
- Actinidia melliana Hand.-Mazz.
- Actinidia obovata Chun ex C.F.Liang
- Actinidia pentapetala R.G.Li & J.W.Li
- Actinidia persicina R.G.Li & L.Mo
- Actinidia petelotii Diels
- Actinidia pilosula (Finet & Gagnep.) Stapf ex Hand.Mazz.
- Actinidia polygama (Siebold & Zucc.) Maxim.
- Actinidia rongshuiensis R.G.Li & X.G.Wang
- Actinidia rubricaulis Dunn
- Actinidia rubus H.Lév.
- Actinidia rudis Dunn
- Actinidia rufa (Siebold & Zucc.) Planch. ex Miq.
- Actinidia rufotricha C.Y.Wu
- Actinidia scabiifolia Dunn
- Actinidia sorbifolia C.F.Liang
- Actinidia stellatopilosa C.Y.Chang
- Actinidia strigosa Hook.f. & Thomson
- Actinidia styracifolia C.F.Liang
- Actinidia suberifolia C.Y.Wu
- Actinidia sugawarana Koidz.
- Actinidia tetramera Maxim.
- Actinidia trichogyna Franch.
- Actinidia truncatifolia C.Y.Chang & P.S.Liu
- Actinidia ulmifolia C.F.Liang
- Actinidia umbelloides C.F.Liang
- Actinidia valvata Dunn
- Actinidia venosa Rehder
- Actinidia viridiflava P.S.Hsu
- Actinidia vitifolia C.Y.Wu
- Actinidia zhejiangensis C.F.Liang

## Zastosowanie
- Owoce kiwi są spożywane na surowo. Można spożywać je w całości, razem ze skórką, która jest bogatym źródłem witamin.
  - Wartość odżywcza: kiwi zawiera duże ilości witaminy C. W 100 g owoców jest jej około 90 mg. Zawartość potasu jest nieco mniejsza od spotykanej w bananach. Owoc zawiera także witaminę A, witaminę E, witaminę K, wapń, żelazo i kwas foliowy.
- Surowe owoce zawierają peptydazę (aktynidainę(inne języki) lub papainę), która może wywoływać alergie u ludzi. Szczególnie dla osób uczulonych na papaję lub ananasy owoce kiwi nie są wskazane.